# Escudo das Guianas
O escudo das Guianas ou planalto das Guianas  é uma formação do relevo da América do Sul localizada entre o oceano Atlântico e as planícies amazônica e do Orinoco. Constituída de terrenos basicamente cristalinos, a região tem forma grosseiramente circular e prolonga-se através da área de fronteira entre Brasil, Venezuela e Guianas, apresentando contudo uma fração no território da Colômbia. 
Acredita-se que os planaltos das Guianas e Brasileiro tenham sido unidos em épocas geológicas remotas e que a cisão entre eles tenha dado surgimento à bacia amazônica. A região serrana é constituída — de oeste para leste — pelas serras do Imeri, Parima, Pacaraima, Acaraí e Tumucumaque. É na serra do Imeri que se encontra o ponto mais alto do Brasil, o pico da Neblina, nas imediações do extremo norte do estado do Amazonas, com 2995 metros de altitude, sendo igualmente o ponto mais elevado de todo o planalto. Toda a formação geológica do planalto é muito vetusta, sendo uma das zonas mais antigas da Terra, datada da era pré-câmbrica. 
A floresta amazônica e as áreas abertas (localmente conhecida como lavrado), este sobretudo no estado de Roraima, cobre toda a área do escudo que é drenada pelos rios da bacia amazônica, do Orinoco e os de bacias independentes, como Oiapoque, Essequibo, Courantine, Maroni e Mazaruni. 
Pela orografia acentuada, a região é rica em quedas d'água, como é o caso das cataratas de Kaieteur e Urenduíque, nas proximidades da fronteira Brasil–Guiana.

## Galeria

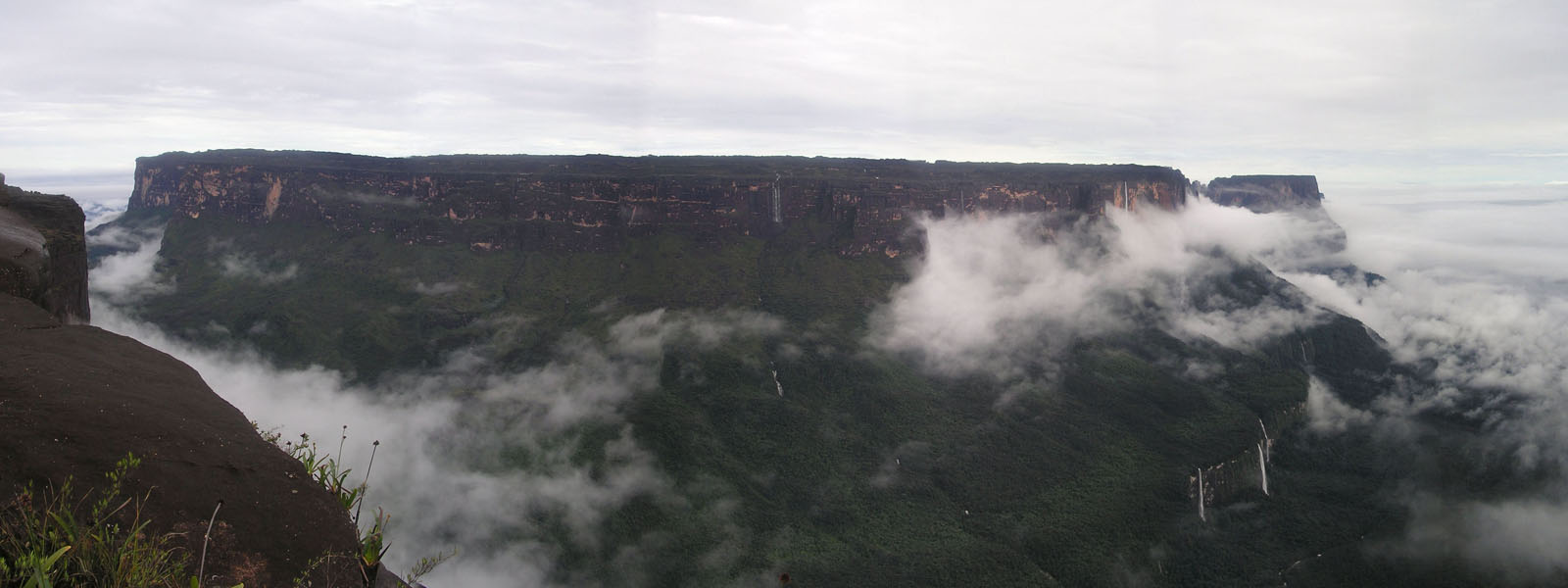
Monte Roraima, uma das formações do escudo
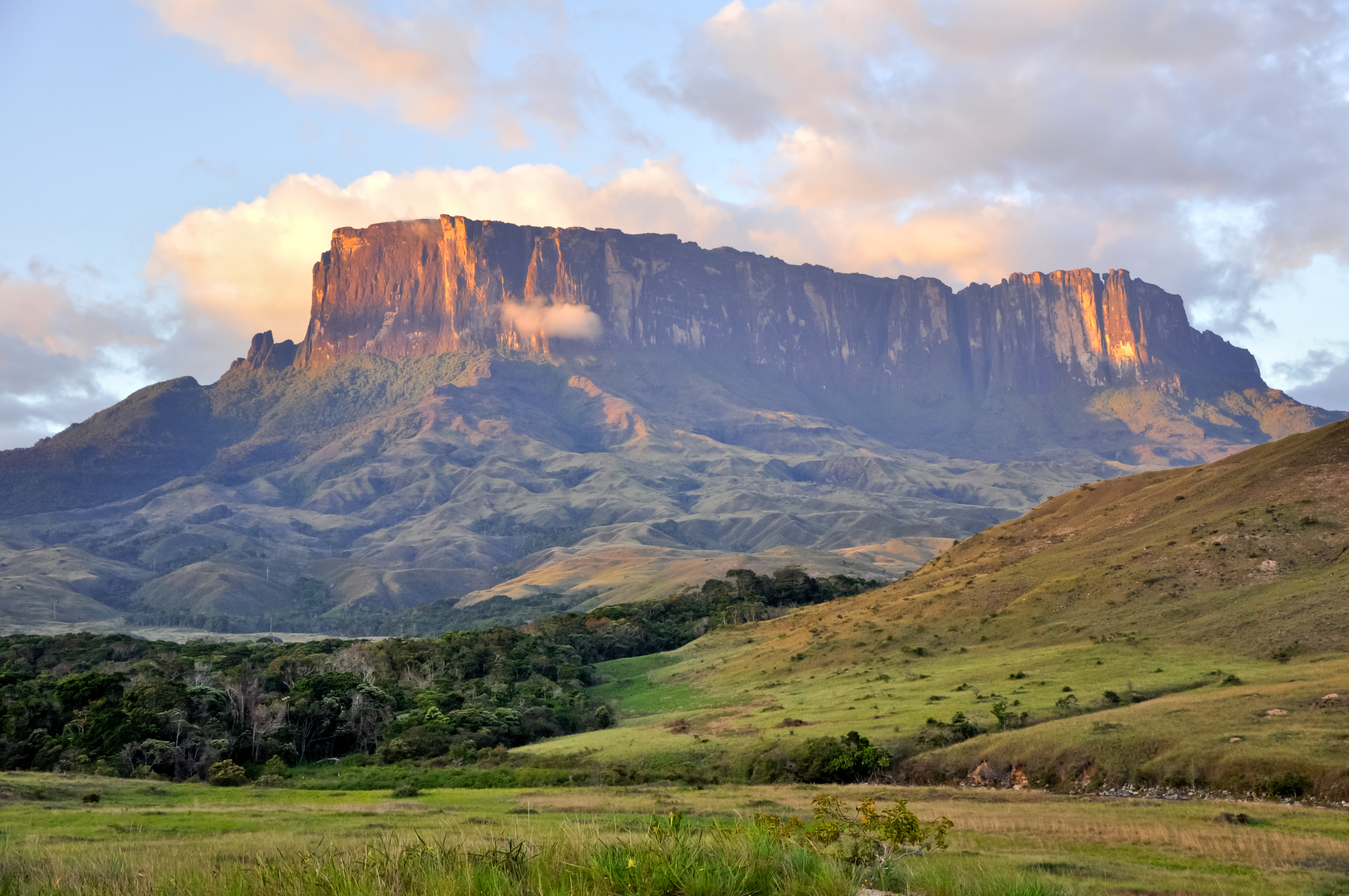
O monte Roraima divide a tríplice fronteira entre Brasil, Guiana e Venezuela
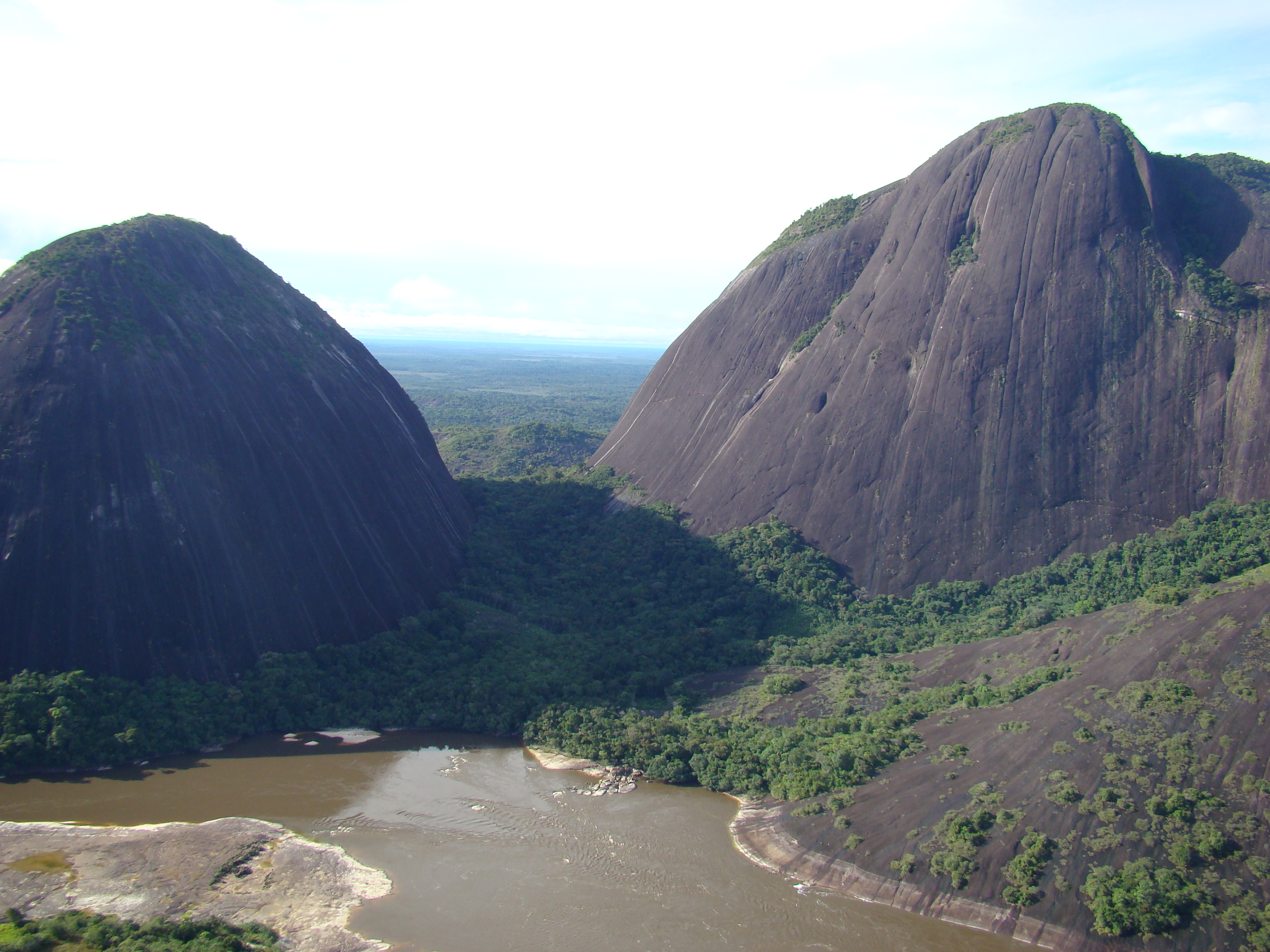
Cerros de Mavecure, departamento de Guainía, Colômbia
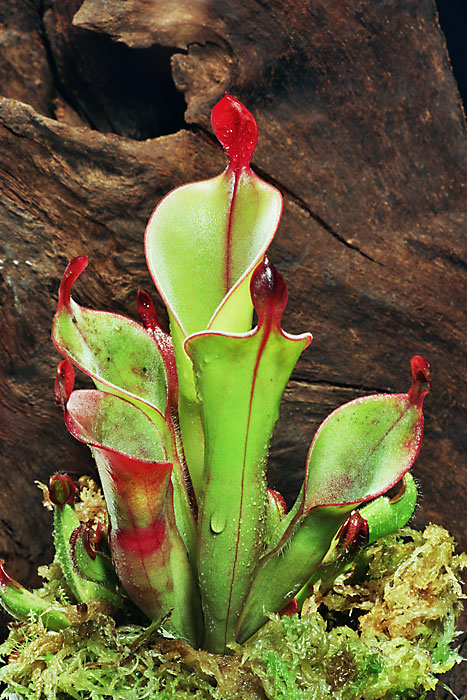
Heliamphora chimantensis, encontrada nos "tepuis", formação típica do planalto
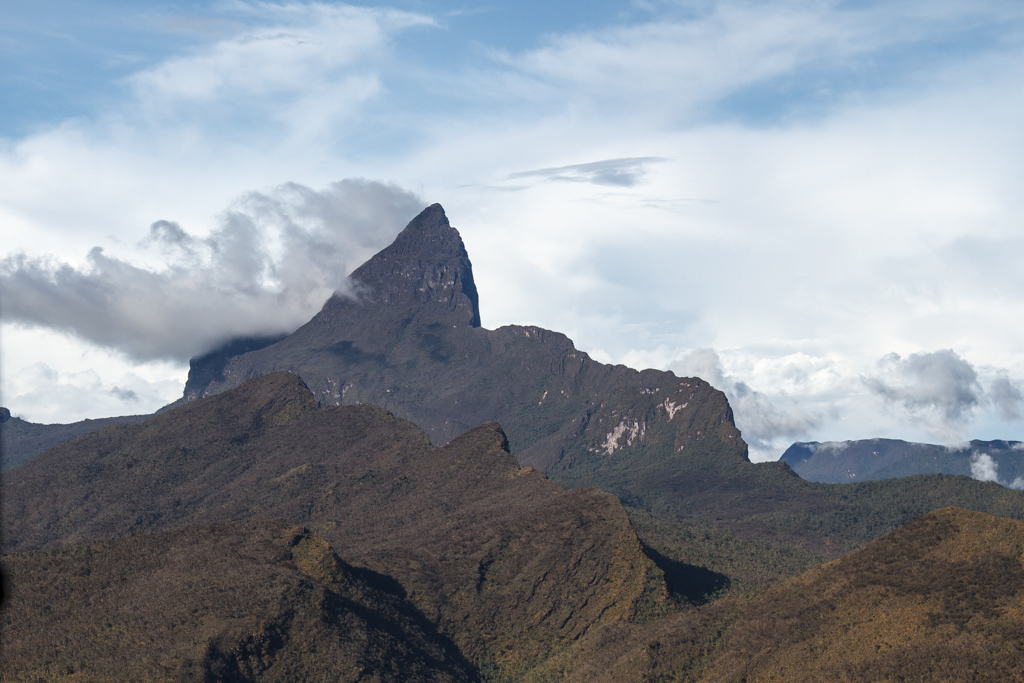
Pico da Neblina, a montanha mais alta do escudo